# 이흥수 (1896년)
이흥수(李興秀, 1896년~1973년)는 대종교의 중진, 홍익대학교의 설립자이다. 호는 송암(松巖). 서울 출생.
홍익학원의 초대 이사장, 대종교 총전교, 대종교유지재단 이사장을 역임하였다.